# Адам Креховецький

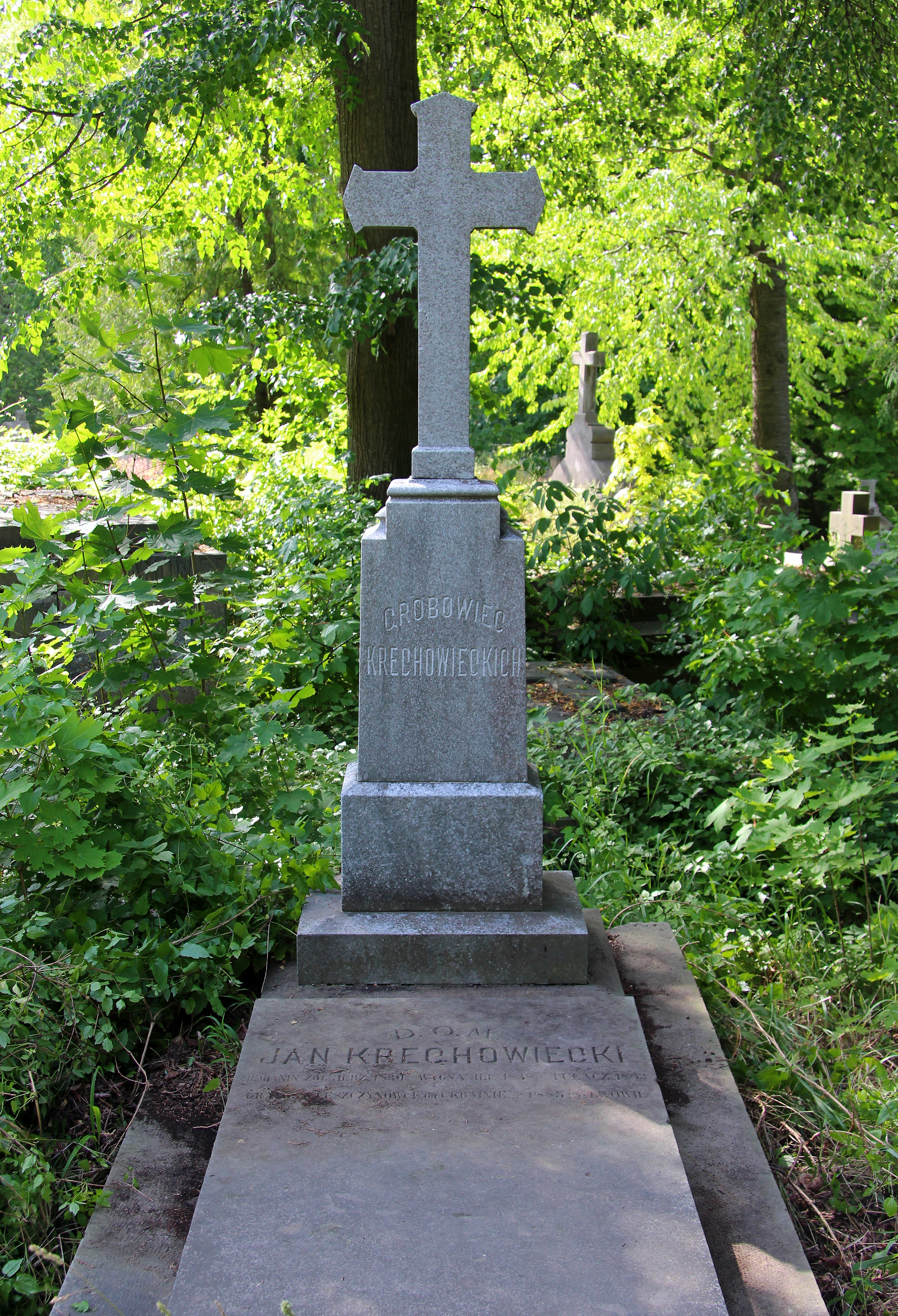

Адам Креховецький (пол. Adam Krechowiecki; 1850–1919) — польський письменник, драматург, перекладач і критик. Жив та працював у Львові. Був серед ініціаторів спорудження пам'ятника Адаму Міцкевичу у Львові.

## Біографія
Народився у селі Бережинці (нині у Теофіпольському районі Хмельницької області) в сім'ї заможного землевласника Яна Креховецького. Закінчив Житомирську гімназію. Вивчав право у Львівському університеті (1869–73 роки). Потім у Київському університеті.
Працював у Галицькому намісництві, був членом театральної комісії Крайового відділу Галицького крайового сейму. У 1883—1918 працював редактором часопису «Gazeta Lwowska» та його додатка «Przewodnik Naukowy i Literacki». Був співзасновником Літературного товариства ім. А. Міцкевича (1866). З 1901 року — голова Товариства польських журналістів. Один із ініціаторів зведення у Львові пам'ятника А. Міцкевичу (запропонував спорудити його у вигляді колони). Брав активну участь у зборі пожертв на будівництво й проведенні конкурсу проектів.
Досліджував творчість Ю. Крашевського, А. Міцкевича, Я. Захаріясевича, З. Качковського. Дружив з Генриком Сенкевичем, під вплив якого створив ряд своїх творів. Автор історичних і суспільно-побутових романів «Starosta zygwulski» (1871), «Veto!» (1889), «Szary Wilk» (1892), «Najmlodsi» (1894), «Rdza» (1898), «Fiat lux!» (1901), «Amen» (1911); драматичних творів «Jeden dzień» (1902), «My» (1907), «Syn królewski» (1908). Публікувався під псевдонімами Adam Bukatko, Kazimierz Pręcki, Wlatyslaw Danilowicz. Відомий як перекладач німецької поезії.
Похований у родинній гробниці на 68 полі Личаківського цвинтаря.